# Aisne au Moyen Âge
 (septembre 2012).
 (octobre 2023).
Si vous disposez d'ouvrages ou d'articles de référence ou si vous connaissez des sites web de qualité traitant du thème abordé ici, merci de compléter l'article en donnant les références utiles à sa vérifiabilité et en les liant à la section « Notes et références ».
L’Aisne fut l’un des quatre-vingt-trois départements créés en 1790. Il fut constitué de territoires issus de la Champagne, avec la Brie, et de la Picardie, avec le Laonnois, le Soissonnais, le Noyonnais, le Valois, le Vermandois et la Thiérache.
Nous parlerons ici, pour le Moyen Âge, de la région comprise dans les limites géographiques actuelles de ce département.
On peut dire que l'histoire du département de l'Aisne durant l'Antiquité se termine en 486 avec la défaite de Syagrius à Soissons face aux Francs saliens conduits par Clovis qui ouvre le Moyen Âge de la région.

## L'Aisne sous les rois mérovingiens
La conquête de Soissons est le premier exploit notable de Clovis Ier. Il décide de faire de cette ville sa première capitale et en fait son lieu de résidence pendant plus de vingt ans. Lorsqu'il eut assis son autorité sur la Gaule, grâce à ses conquêtes, ses intrigues mais aussi surtout grâce à l'appui des évêques après son mariage avec Clotilde et sa conversion, il choisit Paris comme capitale.
À sa mort, son royaume est partagé entre ses quatre fils. Soissons et toute la région environnante sont attribuées à Clotaire Ier qui revint à Soissons et en fait sa capitale. Clotaire Ier parvint à réunir les parts de ses deux frères, Childebert et Clodomir. La Neustrie était née alors que le royaume de Metz était désigné sous le nom d'Austrasie.
Clotaire Ier passe les dernières années de sa vie dans sa villa de Braine. À sa mort, le royaume de Neustrie est divisé entre ses deux fils : Chilpéric Ier et Caribert. À la mort de Caribert, Chilpéric Ier récupère la part de son frère et reconstitue le royaume de Neustrie.
La situation  de l'Aisne actuelle fait que la région est à l'époque aux limites de ces deux états : Neustrie et Austrasie. Les deux royaumes étaient rivaux et la région a été le témoin et le théâtre des principales périodes d'hostilités qui opposèrent les deux royaumes. La région a été également soumise à la sanglante domination de Frédégonde qui dirigea les affaires du royaume après la mort de son époux Chilpéric Ier ; leur jeune fils Clotaire II étant à peine âgé de quatre mois. Cependant, il apparaît également clairement que la région a été aussi, de manière intermittente, soumise à l'influence de l'Austrasie et de Brunehilde qui dirigeait la politique des rois de ce royaume.
C'est autour de Soissons que se déroulèrent les évènements les plus importants entre les deux royaumes.
En 593, à Droizy (15 km au sud de Soissons), l'armée de Childebert II est défaite et en 596, à Latofao (aujourd'hui Laffaux, entre Soissons et Laon), Thibert II essuie, comme son père, une défaite.
En juin 687, lors de la bataille de Tertry en Vermandois (à quinze kilomètres à l'ouest de Saint-Quentin), Pépin de Herstal, maire du palais d'Austrasie, remporte une victoire sur Berchaire, maire du palais du roi mérovingien Thierry III de Neustrie.

## L'Aisne sous Charlemagne et ses successeurs

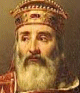
Charlemagne.

En 751, Pépin le Bref est proclamé roi et sacré par saint Boniface, à Soissons. Après le couronnement de Pépin le Bref, la région perd de son importance politique, Pépin déplaçant sa capitale sur Paris.
En 768, à la mort de Pépin le Bref, son fils aîné Carloman est élevé au trône par le consentement des grands et la consécration des évêques à Soissons pendant que son frère, Charles (futur Charlemagne), est proclamé à Noyon.
Le règne de Carloman fut bref puisqu'il décède le 4 décembre 771 au palais carolingien de Samoussy. À l'annonce de la mort de son frère, Charles provoque une réunion des principaux évêques à Corbeny et se fait octroyer la couronne de son frère, usurpant de la sorte l'héritage de ses neveux.
Bien que les évènements marquants du règne de Charlemagne se passent loin de la région, il y vint de temps en temps. C'est ainsi qu'en 804 il reçoit le pape Léon III à Reims et à Quierzy.
Le successeur de Charlemagne, Louis le Pieux, dit aussi Louis le Débonnaire, connut un règne fort agité et dense en matière de conflits familiaux. Dans le partage qui suivit sa mort et qui fut ratifié par le traité de Verdun, la région de l'Aisne fut comprise dans la part attribuée à Charles II le Chauve, son dernier fils.

### Le capitulaire de Quierzy

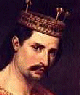
Charles le Chauve.

Quierzy a été le lieu où Charles le Chauve accomplit l'acte le plus important de son règne : le capitulaire de Quierzy qui est l'élément fondateur de la féodalité.
Cette décision ne fut pas prise sans raison. En effet, Charles souhaitait obtenir l'appui et le dévouement de ses vassaux dans le cadre de ses visées impériales et la défense de ses états contre les Normands.

### Les Normands
La région actuelle de l'Aisne, bien qu'éloignée des côtes, eut à connaître les affres des incursions normandes qui dévastèrent les palais carolingiens de Quierzy et de Servais.
En 882, l'abbaye Saint-Vincent de Laon est pillée et incendiée une première fois par l'envahisseur viking. Dix ans plus tard, après un deuxième pillage, les moines abandonnent l'abbaye. Il faut attendre l'année 925 pour voir l'évêque Adelelme de Laon et le roi Raoul favoriser leur retour.
En 883, Charles le Gros achète la paix à leurs chefs Siegfried et Godfried qui se retirent de la vallée de la Meuse pour envahir celle de la Somme. Chemin faisant, ils brûlent au passage, Saint-Quentin et s'avancent jusqu'aux portes de Laon et de Reims. En revenant, ils en profitent pour piller Château-Thierry.
Deux ans plus tard, au cours de l'hiver 885/886, pendant que les hommes de Siegfried assiègent Paris, la vallée de l'Aisne subit de nombreuses incursions de la part des envahisseurs nordiques qui arrivent entre autres jusqu'à Soissons où ils incendient l'abbaye Saint-Médard.
Lorsque Charles le Gros est déposé, les seigneurs de la région proclament, comme tous les autres seigneurs du royaume, Eudes comme roi.

### Eudes et la réaction carolingienne
L'avènement de Eudes Ier en lieu et place du successeur légitime, Charles le Simple, n'a cependant pas été accepté de manière si unanime qu'on le laisse souvent entendre et, notamment du côté des partisans carolingiens.
C'est ainsi que le comte de Flandre, Baudouin II de Flandre s'oppose à Eudes Ier et que le comte Waucher (ou Valtguire) s'empare de Laon. Eudes Ier parvint à reprendre la ville et fait décapiter Waucher. Appelé en Aquitaine il ne peut, cependant, étouffer le parti carolingien dont les chefs, Foulques, archevêque de Reims, et Pépin, comte de Vermandois, en profitent pour sacrer roi Charles, fils de Louis le Bègue. Réagissant à cette nouvelle marque d'opposition, Eudes Ier revint entre Laon et Reims contraignant les chefs de la réaction carolingienne à traiter avec Zwentibold, roi de Lorraine qui pénètre en France et assiège Laon. Il est défait par Eudes Ier qui vint également à bout de Foulques et de Pépin.
La réaction carolingienne ne reste cependant pas sans effet puisque Eudes Ier promet à Charles le Simple de lui succéder. La parole donnée fut tenue : Charles le Simple succéda sans aucune difficulté à Eudes, lorsque celui-ci mourut à La Fère en 898.

## L'Aisne sous Charles le Simple

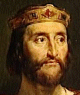
Charles le Simple.

L'autorité de Charles n'est guère considérable sur ses sujets et il ne possède, en propre, que les comtés de Laon et de Soissons. Il s'entoure d'Haganon comme conseiller qui réussit, pour diverses raisons dont toutes ne sont pas encore bien établies aujourd'hui, à s'aliéner les seigneurs.
En 920, les grands seigneurs tiennet une assemblée à Soissons où ils se séparent du roi et lui dénient toute suzeraineté. Le roi n'accepte pas cette destitution et résiste. Ses vassaux prennent alors les armes et Laon tombe aux mains de Robert, comte de Paris qui en profite pour se faire sacrer roi à Reims le 30 juin 922.
Après cette destitution forcée, Charles, par l'intermédiaire du même Haganon qui avait pourtant causé sa perte, traite avec les Lorrains et les Normands. Les tractations permettent la levée d'une armée qui, sous la conduite de Charles, pénètre sur le territoire de l'Aisne et marche en direction de Soissons.
Le 15 juin 923, l'armée de Charles le Simple rencontre celle de Robert à Soissons. où s'engage une bataille rude et meurtrière au cours de laquelle Robert est tué. Paradoxe de sa victoire, les pertes ayant été nombreuses au sein des deux armées, Charles ne put poursuivre l'armée défaite et dut se réfugier en Lorraine.
Profitant de ce repli inespéré du vainqueur, le 13 juillet 923 les princes proclament et font sacrer à Saint-Médard de Soissons Raoul, duc de Bourgogne et gendre de Robert.

### Le comte Herbert de Vermandois

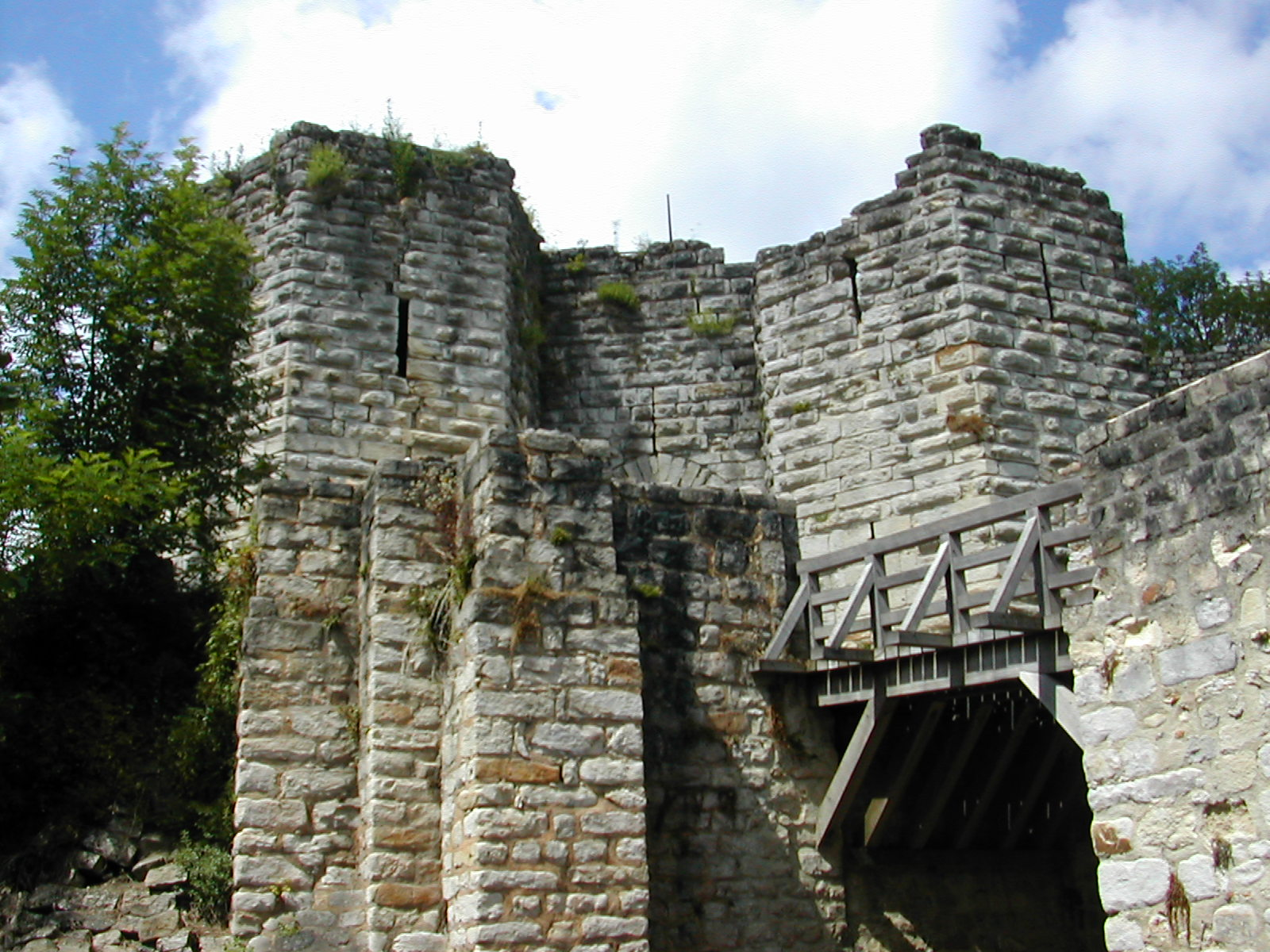
Château-Thierry, première geôle de Charles Le Simple.

Le comte de Vermandois, l'un des plus fervents soutiens de Charles, se détourne de ce dernier lors de sa destitution.
Cependant, peu de temps après le sacre de Raoul, Herbert se brouille avec le nouveau monarque et décide de faire appel à Charles. Le roi déchu répond à son appel sans défiance. Après tout, Herbert ne fut-il pas son allié par le passé ?
Arrivé à Saint-Quentin, Charles est capturé par Herbert et conduit à Château-Thierry d'où il est transféré à Péronne où il fut bien traité jusqu'à sa mort, en 929.
Herbert profite de sa "prise" pour faire pression vis-à-vis du roi Raoul. Il obtint ainsi :
- le siège archiépiscopal de Reims sur lequel il place son fils à peine âgé de cinq ans ;
- le château de Péronne ;
- le comté de Laon.

Le pape Jean X intervint auprès d'Herbert afin qu'il libère Charles. Peu enclin à libérer un prisonnier qui lui apportait de manière indirecte tant de satisfactions mais ne souhaitant pas se fâcher avec le pape, Herbert convoque en octobre 924 un synode de six évêques pour délibérer sur la question à Trosly, près de Coucy. Une manœuvre habile qui lui permet de gagner du temps et de montrer au pape qu'il avait entendu sa requête et s'employait à y répondre.
Sur ces entrefaites, Charles mourut. Après l'annonce de la mort de Charles, Raoul se mit immédiatement en campagne contre Herbert.
Reims est reprise et son tout jeune archevêque renvoyé. Laon est également reprise malgré une forte résistance. Saint-Quentin se rend.
Herbert, devant ces défaites successives, décide de s'enfuir et se réfugie auprès du roi de Germanie, Henri l'Oiseleur.
Cependant, les villes et régions reprises par Raoul soutenaient le fuyard et lui étaient dévouées. C'est ainsi que Noyon et Saint-Quentin se révoltent et qu'est signé, en 935, à Soissons, un traité de paix qui rend à Herbert le Vermandois et la citadelle de Laon.

## Lutte des derniers carolingiens

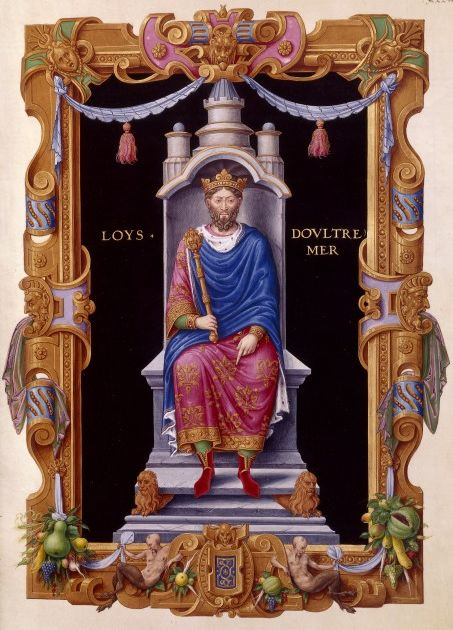
de France, dit d'Outre Mer, Recueil des rois de France, vers 1550.

En 936, à la mort de Raoul, Hugues le Grand fait revenir le fils de Charles le Simple, Louis IV d'Outremer, qui avait suivi sa mère en Angleterre où elle s'était réfugiée.
Louis IV d'Outremer est sacré roi à Laon par l'archevêque de Reims, Artaud. Le sacre de Louis ne fut qu'un soubresaut avant l'extinction.
Le domaine royal de Louis IV ne comptait que les comtés de Soissons et de Laon. Cependant, autant son domaine était limité, autant son ambition était grande. Trop grande aux yeux de ses vassaux. Tant et si bien que lorsqu'ils furent réellement convaincus que leur suzerain souhaitait réellement gouverner, ils prirent les armes et s'opposèrent aux ambitions trop interventionnistes de leur roi.
Ils assiègent Reims et l'archevêque Artaud, pourtant fidèle à son roi, doit se résoudre à traiter. Incapable de soutenir un siège, il échange son siège épiscopal qui fut rendu… au fils de Herbert de Vermandois qui en avait été chassé par Raoul (cf.le Comte Herbert de Vermandois ci-dessus).
Les vassaux mutins marchèrent ensuite sur Laon qui restait fidèle au roi Louis IV. La ville tenu le choc et résista jusqu'à la paix générale décrétée en novembre 942.
Peu de temps après, Herbert décède. Ses domaines sont partagés entre ses quatre fils. L'un eut le comté de Vermandois, l'autre celui de Château-Thierry, un troisième l'abbaye de Saint-Médard et, le dernier, l'archevêché de Reims. Ce partage, quoi que logique scelle le destin de la maison de Vermandois. Sa puissance, divisée par quatre, ne pourra plus jamais contrebalancer la fortune de la maison de Hugues le Grand.
Après avoir perdu, malgré la paix de 942, de nombreuses possessions, Louis IV eut des vues très précises et marquées sur la Normandie. C'est ainsi qu'il fit enlever le duc Richard Ier de Normandie, alors enfant, et le fit enfermer à Laon. Le duc, après être parvenu à s'échapper, se réfugia au château de Coucy d'où il regagna son duché de Normandie.
Ne souhaitant pas être en reste, Louis IV propose à Hugues le Grand de conquérir avec lui la Normandie mais les affaires ne tournèrent pas à l'avantage du roi. Et pour cause… il est capturé par les Normands et enfermé à Rouen.

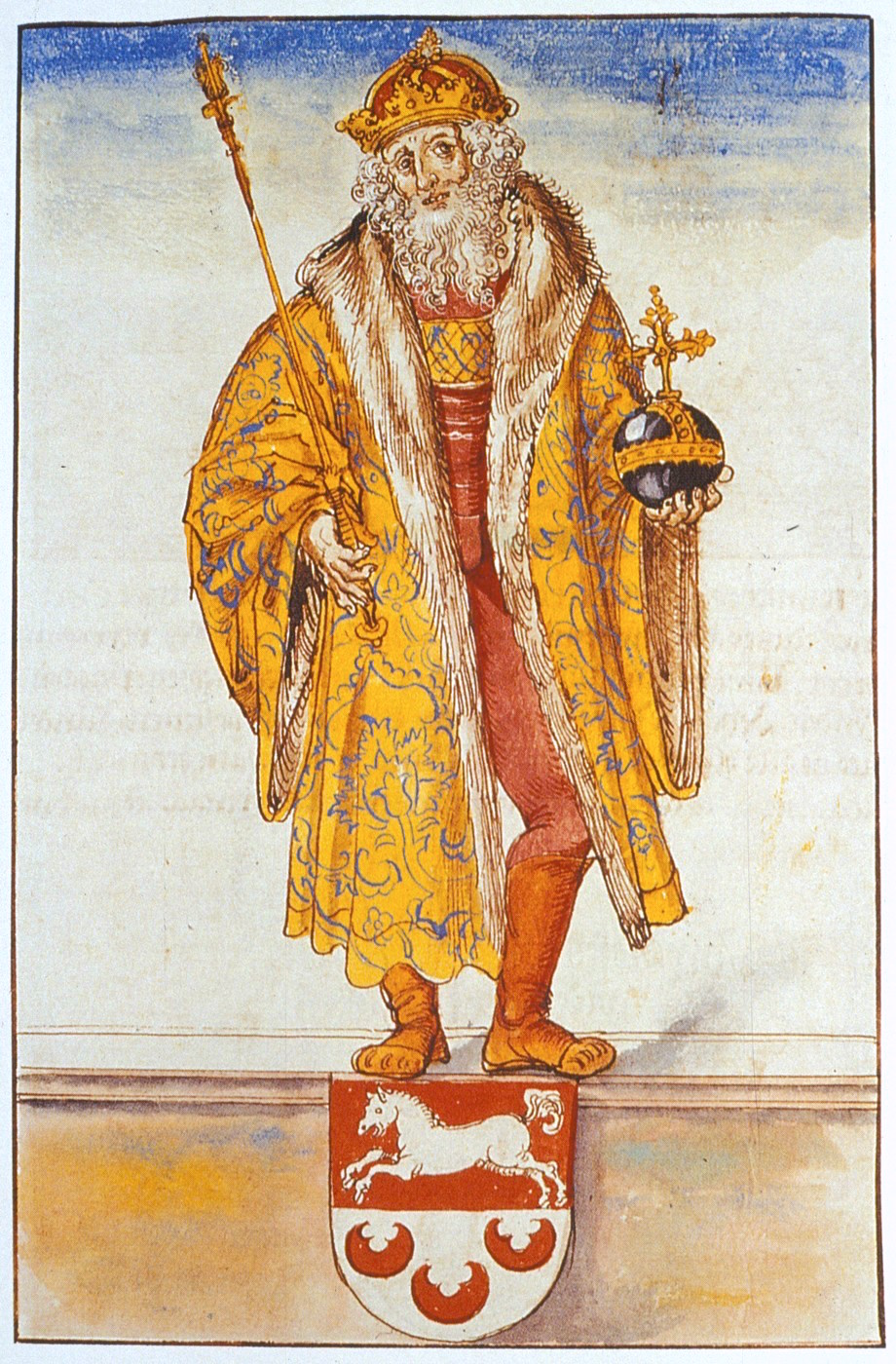
Portrait d'Otton Ier d'après Lucas Cranach.

Hugues le Grand intervint auprès des Normands afin de libérer Louis IV. Mais Hugues ne le fait pas de manière désintéressée. Quel intérêt d'ailleurs que de faire libérer un roi qui l'agaçait par sa volonté affirmée de régner ? Au moins un et non des moindres… celui de se faire céder la ville de Laon qui constituait le dernier centre de la résistance carolingienne à la maison des ducs de France.
Concession accordée, Louis IV perd sa ville fidèle. Il ne tarde pas à négocier avec Otton, son beau-frère. Ces négociations lui apportent quelques troupes armées avec lesquelles il reprend Laon à l'exception de la tour qui portait son nom. Le combat se traînant en longueur et ne révélant aucun vainqueur, les armes furent déposées. Hugues consent à rendre Laon et Soissons à Louis IV.
Après la reprise de Laon et le gain de Soissons, le roi passe les dernières années de sa vie à combattre certains de ses vassaux en révolte perpétuelle contre lui. Il meurt à Reims en 954 d'une chute de cheval survenue au cours d'une partie de chasse organisée sur les terres d'Ecry (Asfeld actuel).
Lothaire, fils de Louis IV, succéde à son père. Il a un fils Louis V qui sera le dernier roi carolingien.
Bien que le Laonnois soit encore la résidence des rois Lothaire et Louis V, les principaux évènements marquant l'extinction des carolingiens se déroulèrent hors de la région qui deviendra, bien plus tard, le département de l'Aisne.
Lothaire meurt en 986 et son héritier Louis en 987.
Hugues Capet, duc de France et roi de fait est sacré à Noyon par l'archevêque de Reims, Adalbéron.
Au début du XIIIe siècle l'Aisne correspond à un remarquable enchevêtrement de territoires, partagés entre différentes puissances majeures, comprenant entre autres le roi lui-même, le comte de Champagne, les comtes de Dreux, les évêques de Laon, et surtout les très puissants seigneurs de Coucy.

## Le sac de Soissons
En 1414, l'armée du roi de France Charles VI vint mettre le siège devant Soissons qui est occupée par les troupes de Jean sans Peur, duc de Bourgogne. Le 23 juillet, la ville est prise, pillée et incendiée.

## Guerres contre Charles Quint

### Trêve de Crépy
Après avoir envahi la Provence et la Champagne, Charles Quint est vaincu à Cérisoles le 11 avril 1544. Le 18 septembre, il doit signer la paix de Crépy, au sein de l'église Notre-Dame, qui met fin à la guerre contre François Ier.

## Les guerres de religion dans la région

### La Ligue
Pendant les guerres de Religion, la ville prend le parti des Ligueurs. Sa garnison d’Espagnols commandée par le capitaine Mansfeld capitule devant Henri IV le 22 juillet 1594 ,. Pendant le siège, les Espagnols tentent de dégager la ville (bataille de Cerny). En 1596, le présidial est transféré à Soissons qui devient siège de la Généralité en 1599. Une citadelle est construite de 1595 à 1598 par l’architecte Jean Errard.

#### Aisne sous les Mérovingiens
- Clovis et les Mérovingiens, Patrick Périn, Gaston Duchet-S., Tallandier, 2002
- Histoire de Soissons, Martin Jacob, Lorisse, 2004
- Le Royaume de Soissons, Jean Pierre Boizette, France Europe, 2002
- La trahison de Frédégonde, J. Katuszewsky, A. Thérou, Grasset, 1987
- Brunechild et les austrasiens, Première étude sur l'Histoire d'Austrasie, Huquenin Jeune, Lamort Metz, en rupture mais dispo en biblio.

#### Aisne sous Charlemagne et ses successeurs
- Charlemagne et les Carolingiens, 687-987, Philippe Depreux, Tallandier, 2002
- Louis Ier, premier successeur de Charlemagne, Ivan Gobry, Pygmalion, 2002
- Picardie, terre de frontière: Actes du colloque (Amiens, 26 avril 1997), Dumenil, Nivet, Encrage Éditions, 1998

#### Le capitulaire de Quierzy
- Charles le Chauve, Janet L.Nelson, Aubier Montaigne, 1994

#### Eudes et la réaction carolingienne
- Eudes : Fondateur de la dynastie capétienne, Ivan Gobry, 2005

#### Tous sujets
- Dictionnaire historique du département de l'Aisne, Maximilien Melleville, 2 Tomes, Res Universis, 2000.